# Tauritzmühle
Tauritzmühle ist ein Gemeindeteil der Gemeinde Speichersdorf im Landkreis Bayreuth (Oberfranken, Bayern). Tauritzmühle liegt in der Gemarkung Haidenaab.
Das Unterkunftshaus Tauritzmühle liegt im mittleren Fichtelgebirge und liegt zwischen den Orten Göppmannsbühl und Tressau.
Er besteht hauptsächlich aus einer ehemaligen Mühle, einer Wanderschutzhütte mit Nebengebäude und Felsenkeller. Besitzer des gesamten Areals ist die Ortsgruppe Speichersdorf des Fichtelgebirgsvereins. Die Tauritzmühle wird durchgängig bewirtschaftet. Traditionsgemäß finden in der von Wanderern und Radwanderern besuchten Tauritzmühle Kirchweihen, Sonnenwendfeiern, internationales Porzellinertreffen, Wandertage und Gottesdienste statt. In der Mühle wird in einem Steinbackofen regelmäßig Brot gebacken.
In der Ortslage befindet sich neben der Mühle ein 8,64 Hektar großes Feuchtgebiet mit Orchideen, das von der Speichersdorfer Fichtelgebirgsverein-Ortsgruppe 1978 erworben wurde und von ihm betreut wird. Das unter Naturschutz stehende Areal ist durch einen Naturlehrpfad erschlossen.
Am 24. September 2011 verlieh der bayerische Umweltminister Markus Söder eine Ehrenurkunde für Grüne Begegnungs- und Erlebnis(t)räume. Die Auszeichnung würdigt die vorbildlichen Leistungen für die Natur und die Lebensqualität in besiedeltem Raum.

## Geschichte der Mühle
Tauritzmühle war innerhalb des Verwaltungsgebiets des Fürstentums Bayreuth Teil des Oberamts Neustadt am Kulm. Dieses wurde um 1680 eingerichtet und bestand bis 1772.
Um 1900 entstand am Rande der Gemeinde Speichersdorf eine Mühle mit Stauteich am Tauritzbach, die im Besitz der Familie Reiß war. Nach 1945 wurde die Tauritzmühle mehrmals verkauft, unter anderem an den Kölner Architekten Dreikausen. Die unbewohnte Mühle brannte 1970 bis auf die Grundmauern ab und wurde durch die Ortsgruppe Speichersdorf des Fichtelgebirgsvereins Ende der 1970er Jahre wieder aufgebaut. Als Nachfolger der ehemaligen Wellblechbaracke Alte Liebe wurde die heutige Tauritzmühle mit Felsenkeller, Nebenhaus, Biergarten und Gästehaus erbaut. Seit 2004 ist die Tauritzmühle fest verpachtet.
Im Nahbereich, zur Tauritzmühle gehörend, wurden Besucherstege zur begehbaren Biberburg und zur Quelle der Tauritzmühle gebaut. Am Tauritzbach wurde ein Wassererlebnisplatz für Kinder geschaffen. Im Bach wurden Kneippsteine und ein Wasserrad angelegt. Der Bach kann durch künstliches Anstauen umgeleitet werden.
Im Jahr 2015 wurden der Naturlehrpfad und die Biberstege nach der Neugestaltung wieder eröffnet. Dabei wurden unter anderem die 32 Jahre alten Beschilderungen erneuert und mit einem QR-Code versehen.